# Ferrari World Abu Dhabi
Ferrari World Abu Dhabi es un parque de atracciones temático dedicado a Ferrari. Se encuentra situado en isla Yas, anexo al Circuito de Yas Marina, en el emirato de Abu Dhabi de los Emiratos Árabes Unidos. Fue inaugurado oficialmente el 4 de noviembre de 2010. Ocupa una superficie de 200 000 m² (49,4 acres), 86 000 m² (21,3 acres) de ellos cubiertos, siendo el mayor parque cubierto del mundo.
Entre sus atracciones se encuentra Formula Rossa, la montaña rusa más rápida del mundo.

## Descripción
La característica cubierta de Ferrari World fue diseñada por la firma de arquitectos Benoy. Su perfil lateral es similar al del Ferrari GT. Ramboll proyectó la ingeniería estructural, el plan maestro, el diseño urbano, los estudios geotécnicos y la fachada.
La cubierta del parque temático, que mide 86 000 m² (21,3 acres) y tiene un perímetro de 2200 m (7217' 101/5"), se encuentra a 50 m (164'1/2") sobre el suelo. Estos factores hacen de Ferrari World el mayor parque temático cubierto del mundo.
El techo del edificio está coronado por el logotipo de Ferrari. Con unas medidas de 65 m (213' 3,10") de largo por 48,5 m (159' 12/5") de ancho, es el logo de Ferrari más grande jamás creado. Para sostener el techo se utilizaron 12 370 toneladas (27 271 204 libras) de acero. El centro de este se caracteriza por un embudo de cristal de 100 m (328' 1") de diámetro, sobre el que se encuentra la atracción G-Force. La estructura se completó el 29 de octubre de 2009.

## Historia
A finales de 2005, se dio a conocer que Ferrari y Aldar Properties habían firmado un acuerdo para construir en Abu Dhabi el primer parque temático sobre Ferrari. En el aquel momento el año estimado para su apertura era 2008. Sin embargo, debido a varios motivos se vio retrasado hasta 2010.
La construcción comenzó en noviembre de 2008 y se completó en menos de dos años. La inversión total rondó los 700 000 000 €. A mediados de 2010, se anunció que Ferrari World abriría el 28 de octubre de 2010. Esta apertura se retrasó una semana debido a la muerte del líder de Ras al-Khaimah el día anterior.
Ferrari World abrió oficialmente al público el 4 de noviembre de 2010. Los pilotos Fernando Alonso y Felipe Massa realizaron la vuelta inaugural de la montaña rusa Formula Rossa, ícono del parque.

## Atracciones

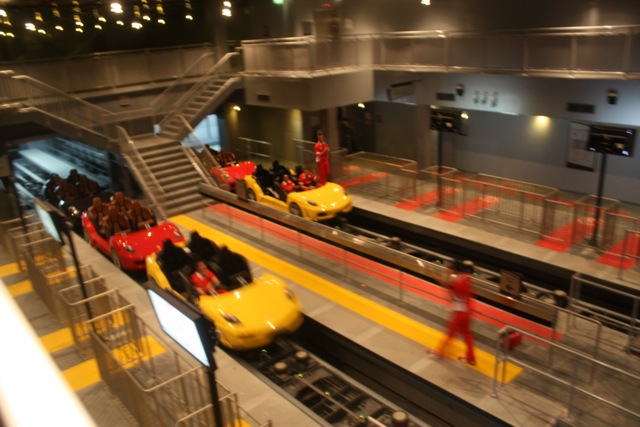
Estación Fiorano GT Challenge.

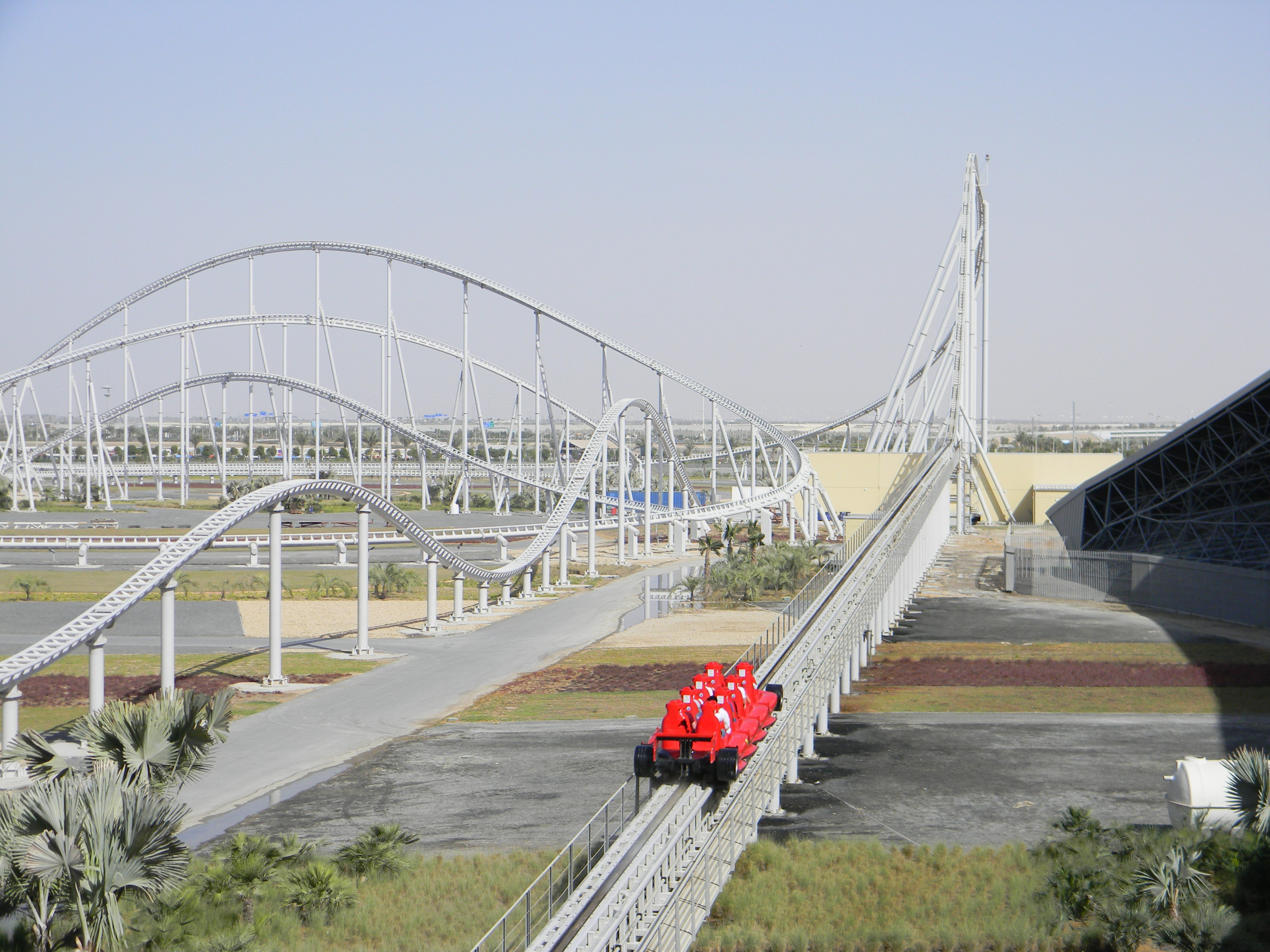
Montaña rusa Formula Rossa.

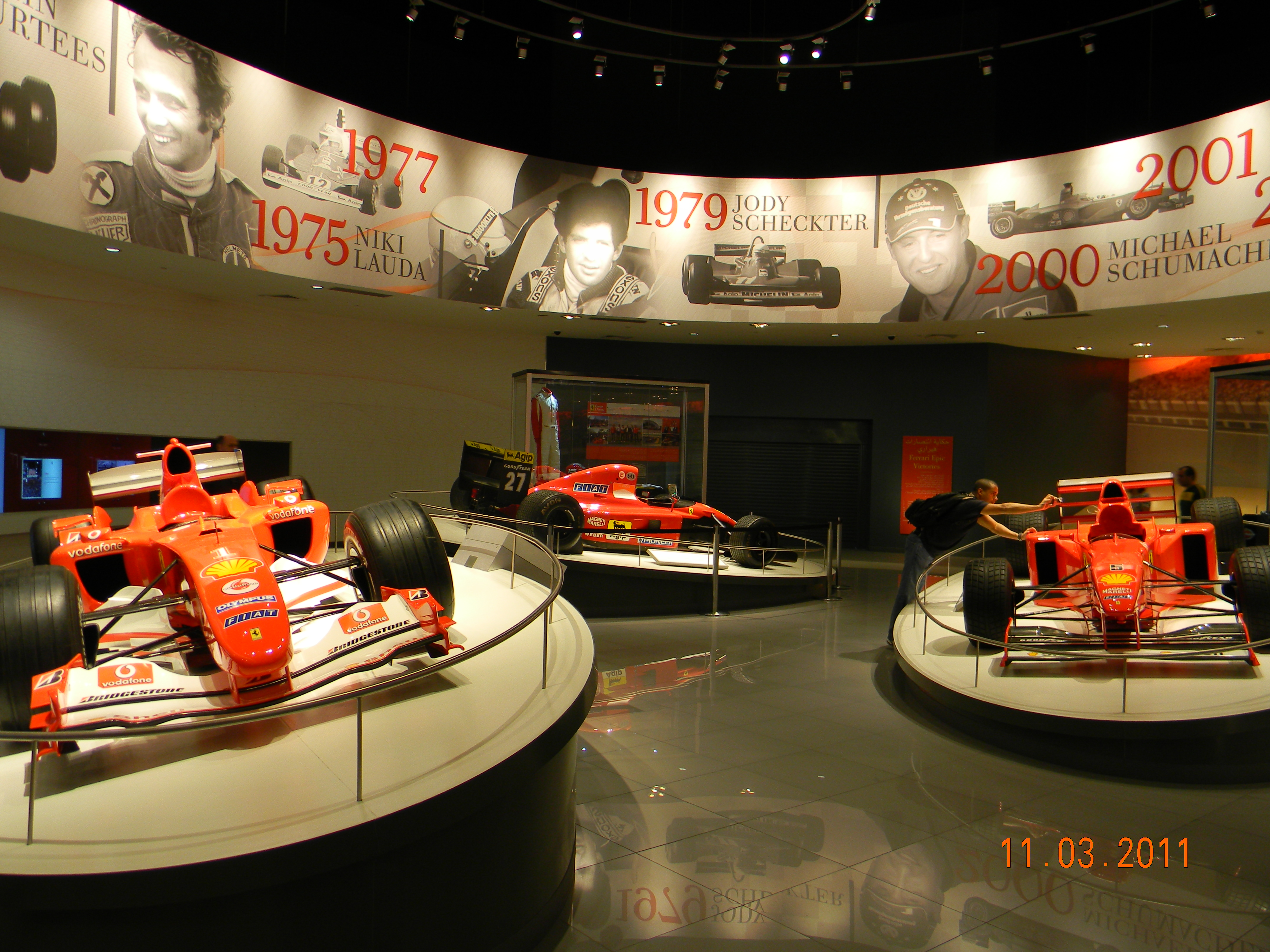
Dentro de la Galleria Ferrari.

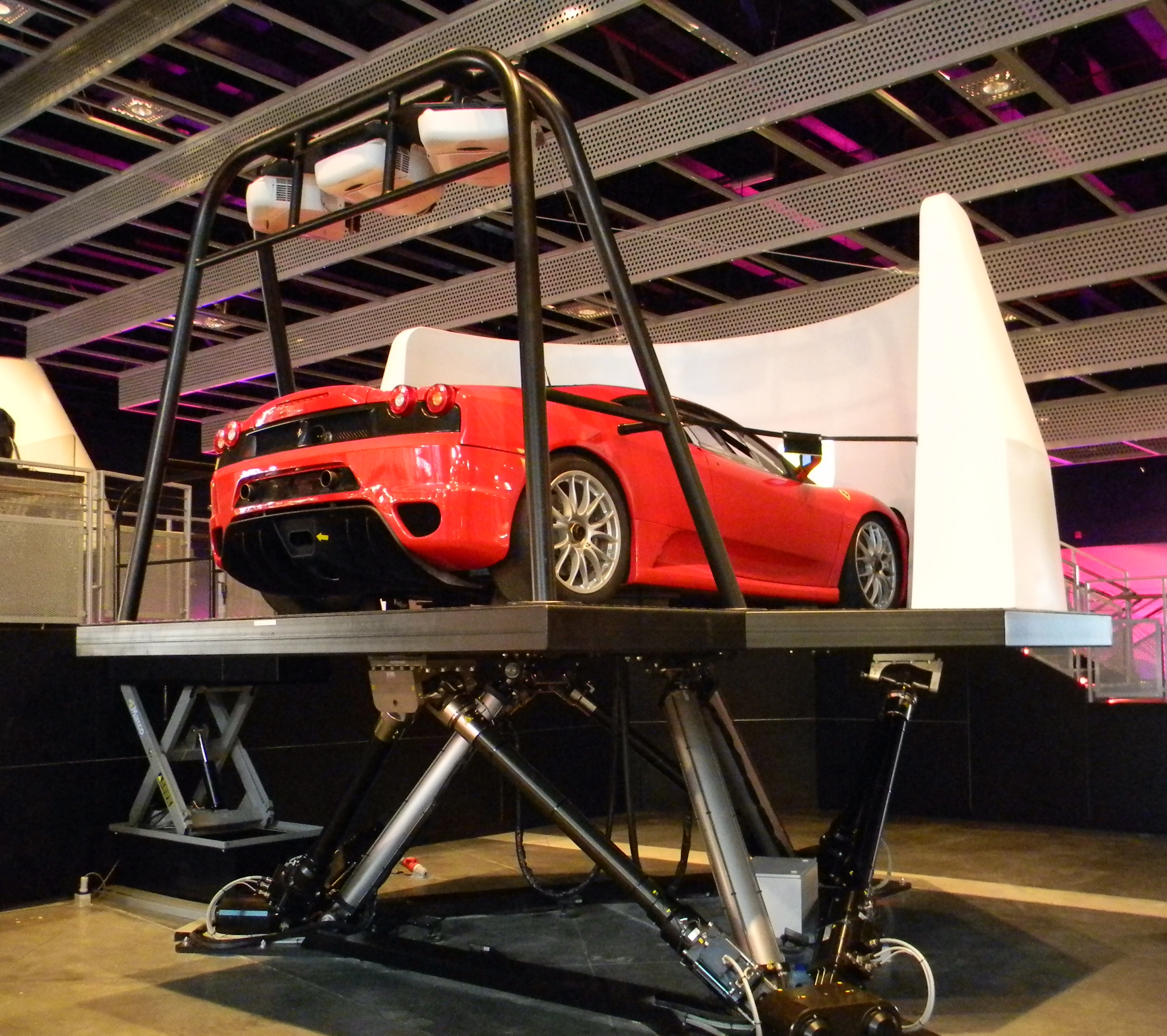
Scuderia Challenge.

El parque cuenta con 19 atracciones, de las cuales una es acuática y dos son montañas rusas. Además cuenta de múltiples restaurantes temáticos con diferentes ambientes relacionados con Italia y con Ferrari.

### Bell'Italia
Una exhibición mostrando recreaciones de famosos paisajes urbanos italianos y lugares de competición. Los visitantes pueden elegir entre conducir un Ferrari 250 Spyder California o caminar para recorrer los 570 m (1870'29/32") de la red de caminos.

### Carousel
Versión temática para Ferrari del tradicional carrusel.

### Cinema Maranello
Teatro en el que se proyecta una película sobre la historia de la marca en los años 20 del siglo pasado.

### Driving with Champions
Show 3D interactivo que trata del trabajo de un ingeniero de Ferrari.

### Fiorano GT Challenge
Una montaña rusa dual fabricada por Maurer Söhne.

### Formula Rossa
Formula Rossa es una montaña rusa de lanzamiento hidráulico fabricada por la empresa de diseño suiza Intamin AG. La atracción acelera de 0 a 240 km/h (0 a 149 mph) en 4.5 segundos.

### Galleria Ferrari
En la Galleria Ferrari de Abu Dhabi se muestran diferentes automóviles históricos y de competición de la marca.

### Junior Grand Prix
Atracción que simula una carrera entre pilotos de la Scuderia Ferrari en ciernes, donde pueden conducir un Ferrari de Fórmula 1 en miniatura.

### Junior GT
Escuela de conducción para niños. Los visitantes reciben una sesión de entrenamiento antes de conducir un Ferrari F430 GT Spider de tamaño infantil a través de una red de calles.

### Junior Training Camp
Área de juegos donde los niños pueden crear su propia miniatura de Ferrari y jugar con un modelo en espuma de un coche de F1.

### Made in Maranello
Visita virtual por la fábrica de Ferrari en Maranello, dándole a los visitantes la oportunidad de ver los procesos de diseño, ensamblaje y prueba del Ferrari GT.

### Paddock
Recreación realista del equipo Ferrari para las carreras de F1.

### The Pit Wall
Teatro interactivo que permite a los visitantes decidir sobre qué decisiones toma un piloto virtual.

### Racing Legends
Ruta en la que se pueden conocer los momentos más significativos en la historia deportiva de Ferrari.

### Scuderia Challenge
Simulador de monoplazas de Fórmula 1 con los auténticos volantes y asientos de carreras de estos.

### Speed of Magic
Un viaje de fantasía en 4-D siguiendo las aventuras de un niño que viaja a través de un caleidoscopio de lugares reales e imaginarios donde ningún Ferrari había llegado antes.

### V12
Atracción acuática en la cual el visitante viaja en una barca a través del interior de un gigantesco motor V12, similar al usado en el Ferrari 599 GTB Fiorano. El viaje se inicia en los pistones y avanza hacia los cilindros, el diferencial y el tubo de escape. La altura máxima del recorrido es de 12 m (39' 42/5") con tres caídas de 4 m (13' 11/2").

### Viaggio in Italia
Recreación de un viaje aéreo sobre Italia.